# فمپدراسا
فمپدراسا (به اسپانیایی: Fompedraza) یک شهرستان در اسپانیا است که در استان وایادولید واقع شده‌است.